# Стоян Сарийски
Стоян Иванчов Сарийски е български обществен деец, индустриалец и дарител.

## Биография
Роден е в Кюстендил през 1849 година, син на известния кюстендилски търговец Иванчо Сарията. През 1879 година е избран за народен представител във Великото народно събрание в Търново. Учредител и първи заместник-председател на кюстендилското дружество на „Червен кръст“ (14 февруари 1885 г.). Деен участник в събирането на помощи за пострадалите в Сръбско-българската война (1885). Един от първите индустриалци в Кюстендил след Освобождението – построява модерна валцива мелница, известна като Сарийската мелница.